# Władysław Medwid
Władysław Medwid (ur. 6 kwietnia 1945 w Wiktorówce, zm. 15 stycznia 2018 w Nysie) – polski polityk, lekarz weterynarii, przedsiębiorca, poseł na Sejm II kadencji.

## Życiorys
Syn Jana i Katarzyny. W 1970 ukończył studia na Wydziale Weterynaryjnym Wyższej Szkoły Rolniczej we Wrocławiu. Pracował jako weterynarz i inspektor sanitarny. Przystąpił do Zjednoczonego Stronnictwa Ludowego, zasiadał w prezydium miejsko-gminnego komitetu partii.
Sprawował mandat posła II kadencji, wybranego w okręgu opolskim z listy Polskiego Stronnictwa Ludowego. Zasiadał w Komisji Zdrowia oraz w Komisji Obrony Narodowej. W 1997 bez powodzenia ubiegał się o reelekcję, opuścił później PSL. W wyborach samorządowych w 1998 bezskutecznie ubiegał się o mandat radnego Nysy z listy Unii Wolności (jako przedstawiciel Forum Rozwoju Ziemi Nyskiej).
Po zakończeniu pracy w parlamencie rozpoczął prowadzenie działalności gospodarczej w ramach hurtowni leków dla zwierząt. Był związany z Inicjatywą dla Polski. W 2004 został prezesem Stowarzyszenia Gmina Wiejska Nysa. Zajął się prowadzeniem własnej firmy. Zasiadał też w radzie nadzorczej Banku Spółdzielczego w Otmuchowie.
W wyborach samorządowych w 2006 bez powodzenia kandydował do rady powiatu nyskiego z ramienia Samoobrony RP, a w wyborach w 2014 do rady miejskiej w Nysie z listy SLD Lewica Razem.
Został pochowany na cmentarzu w Białej Nyskiej.

## Odznaczenia
W 2000, za wyjątkowo sumienne wykonywanie obowiązków wynikających z pracy zawodowej oraz zasługi w działalności społecznej, został odznaczony przez prezydenta Aleksandra Kwaśniewskiego Złotym Krzyżem Zasługi.